# Krokowa
Krokowa (deutsch Krockow; kaschubisch Krokòwa) ist ein Dorf im Powiat Puck (Putzig) der polnischen Woiwodschaft Pommern. Die Gmina Krokowa ist eine Landgemeinde, die ihren Sitz in Krokowa hat.

## Geographische Lage
Das Dorf liegt im ehemaligen Westpreußen, etwa 20 Kilometer westlich der Halbinsel Hel (Hela), 39 Kilometer östlich der Stadt Łeba (Leba) in Hinterpommern, sechs Kilometer östlich des Zarnowitzer Sees und sieben Kilometer südlich der Ostsee.

## Geschichte

Krockow östlich von Łeba an der Ostsee, nordöstlich von Lauenburg i. Pom. und östlich des Zarnowitzer Sees auf einer Landkarte von 1910

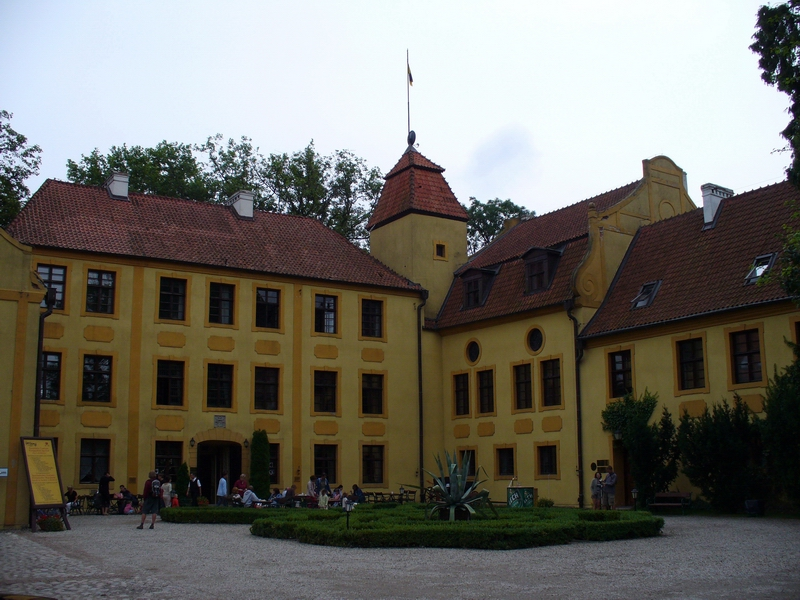
Das Schloss der Familie von Krockow

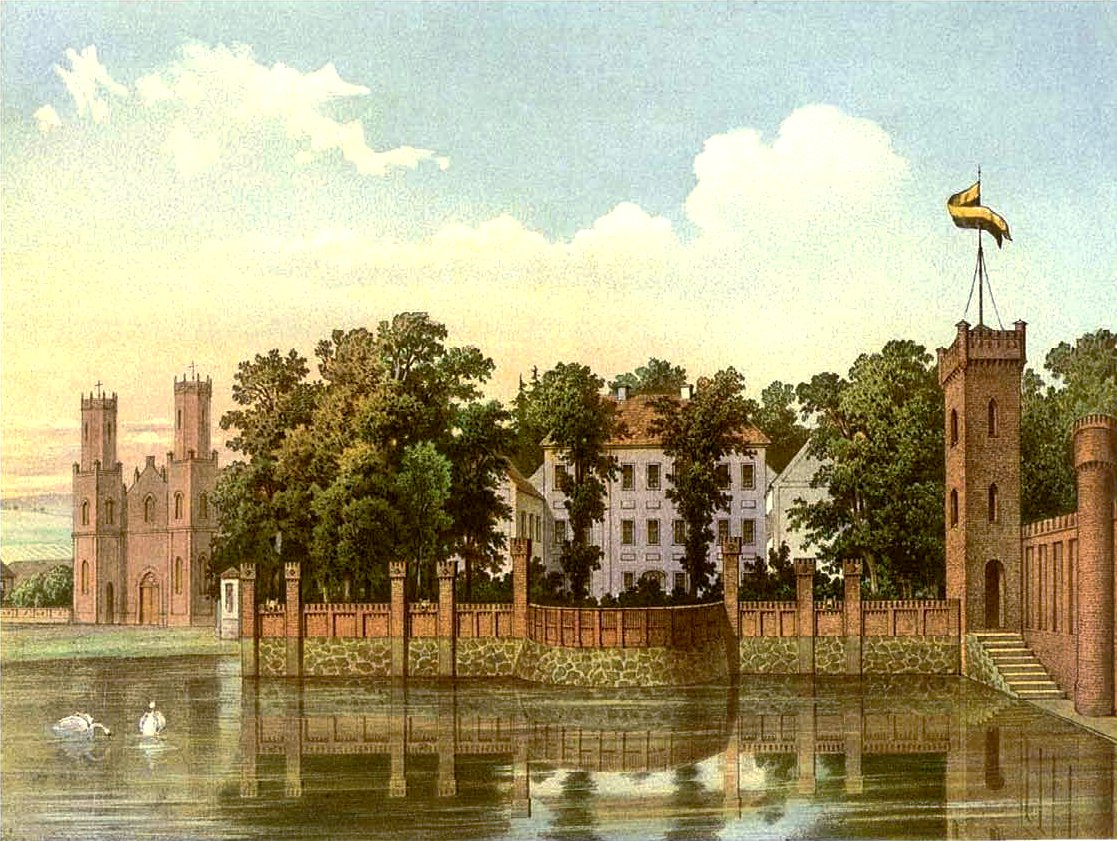
Schloss Krockow um 1860, Sammlung Alexander Duncker

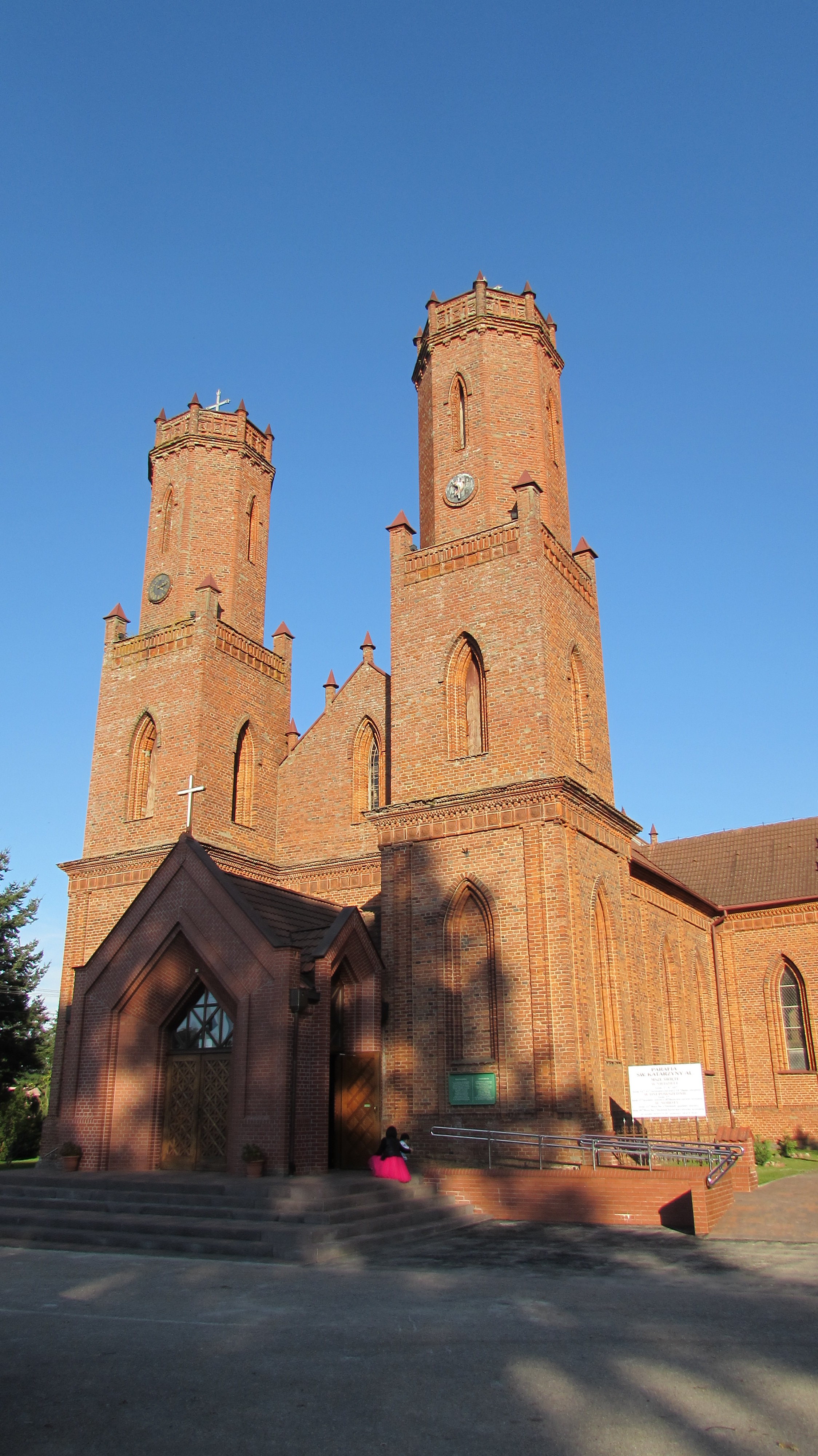
Dorfkirche (bis 1945 evangelisch)

Der erste urkundliche Hinweis auf den Ort stammt aus dem Jahr 1288. Im Jahr 1292 wird Krockow in einer Urkunde des Herzogs Mestwin II. als Eigentum des Gneomar Krockow bezeichnet, das dieser von seinen Vorfahren ererbt habe.
Vom 13. Jahrhundert bis zum Ende des Zweiten Weltkrieges war der Ort Sitz der Grafen von Krockow. In einer Liste des Adels in Preußen von 1855 werden die Krockows Kaschuben genannt.
1309 war die Ortschaft zusammen mit Pommerellen an den Deutschordensstaat gekommen. 1425 erteilt der Danziger Ordenskomtur Conrad von Baldersheim dem Mestwin von Krockow die Erlaubnis, seine drei Güter Krockow, Goschin und Wysoka in zwei Güter, Krockow und Goschin, umzusetzen.
Nachdem die preußischen Stände sich dem König von Polen unterstellt hatten, um sich mit dessen Unterstützung von Joch des Deutschen Ordens zu befreien, gehörte das Putziger Gebiet mit Krockow seit dem Zweiten Frieden von Thorn zum unter der Schirmherrschaft der Krone Polens stehenden Preußen Königlichen Anteils.
Nach dem Beschluss des von König Sigismund II. August einberufenen und vom 10. Januar bis zum 12. August 1569 in Lublin tagenden Sejm wurde nach einem Dekret vom 16. März 1569 auch das Königliche Preußen Teil des sich formierenden polnischen Adelsrepublik. Dadurch endete die Autonomie Westpreußens. Dafür waren die dort schon 1454 eingerichteten Woiwodschaften nun mit Abgeordneten im Sejm vertreten. Das Gebiet des königlichen Preußen westlich der Weichsel bildete die Pommersche Woiwodschaft.
Im Jahr 1608 wurde die katholische Kapelle in Krockow in eine evangelische umgewandelt.
Nach der 1772 unter Friedrich dem Großen erfolgten ersten polnischen Teilung kam Krockow zum Königreich Preußen. Im Jahr 1789 wird Krockow als ein adliges Schloss, Vorwerk und Dorf mit einer reformierten Kirche und 16 Feuerstellen (Haushaltungen) bezeichnet. 1864 hatte der Gutsbezirk Krockow einen Flächeninhalt von 1.868,79 Morgen, innerhalb des Gutsbezirks standen 26 Wohngebäude und zwölf gewerbliche Gebäude. 1903 wurde die Kleinbahn Putzig–Krockow eröffnet.
Bis 1919 war die Ortschaft Krockow dem Kreis Putzig im Regierungsbezirk Danzig der Provinz Westpreußen des Deutschen Reichs zugeordnet.
Aufgrund der Bestimmungen des Versailler Vertrags nach dem Ersten Weltkrieg kam der größte Teil des Kreises Putzig, darunter auch Krockow am 10. Januar 1920 an die Zweite Polnische Republik. Krokow lang nun im „Polnischen Korridor“.
Nach dem Überfall auf Polen 1939 annektierte das Großdeutsche Reich völkerrechtswidrig große Teile Polens. Krockow wurde dem Kreis Neustadt in Westpreußen im Reichsgau Danzig-Westpreußen zugeordnet, zu dem der Ort bis 1945 gehörte.
Gegen Ende des Zweiten Weltkriegs besetzte im Frühjahr 1945 die Rote Armee die Region.

## Bevölkerungsentwicklung
| Jahr | Einwohner | Anmerkungen        |
| ---- | --------- | ------------------ |
| 1864 | 169       | in 26 Wohngebäuden |
| 1871 | 280       | in 24 Wohngebäuden |
| 1905 | 220       | [ 10 ]             |
| 1910 | 235       | [ 11 ]             |

Krokowa hat heute etwa 700 Einwohner.

## Sehenswürdigkeiten
- Sehenswert ist in Krokowa das Schloss der Familie von Krockow, das 1784 errichtet wurde. 1990 wurde eine Stiftung gegründet, um das Schloss zu renovieren. Neben einem Hotelbetrieb wurde eine Außenstelle des Westpreußischen Landesmuseums eingerichtet.
- Die Kirche der Heiligen Katharina von Alexandrien (św. Katarzyna z Aleksandrii) aus der ersten Hälfte des 19. Jahrhunderts.

## Persönlichkeiten

### Söhne und Töchter des Ortes
- Teodor Schlomka (1901–1985), deutscher Physiker und Hochschullehrer

### Mit dem Ort verbunden
- Heinrich Joachim Reinhold von Krockow (1736–1796), Gutsbesitzer auf Krockow, preußischer Obrist
- Johann Gottlieb Fichte (1762–1814), Philosoph, wirkte hier seit November 1791 ein Jahr lang als Hauslehrer der Familie Krockow
- Carl Gustav Adolph von Krockow-Wickerode (1800–1867), Gutsbesitzer auf Krockow, Erb-Schenk in Hinterpommern, Mitglied des Preußischen Herrenhauses und Ehrenritter des Johanniterordens[12][13][14]

## Verkehr
Durch den Ort führt die Woiwodschaftsstraße (droga wojewódzka) 213, und die Woiwodschaftsstraße 218 beginnt hier. Der internationale Lech-Wałęsa-Flughafen Danzig liegt etwa 50 Kilometer südlich von Krokowa. Die Bahnstrecke Swarzewo–Krokowa existiert nicht mehr.

## Gmina Krokowa

### Partnergemeinde
- Die Gmina Krokowa ist Partnergemeinde von Schweich (Mosel).